# Art mossàrab a Catalunya
A Catalunya, com a la resta del nord d'Espanya, van sorgir al segle ix una sèrie de petits monestirs i esglésies construïts pels mossàrabs emigrats des de Còrdova i des d'altres punts de la península. Aquests edificis tenen unes característiques pròpies de l'art mossàrab.

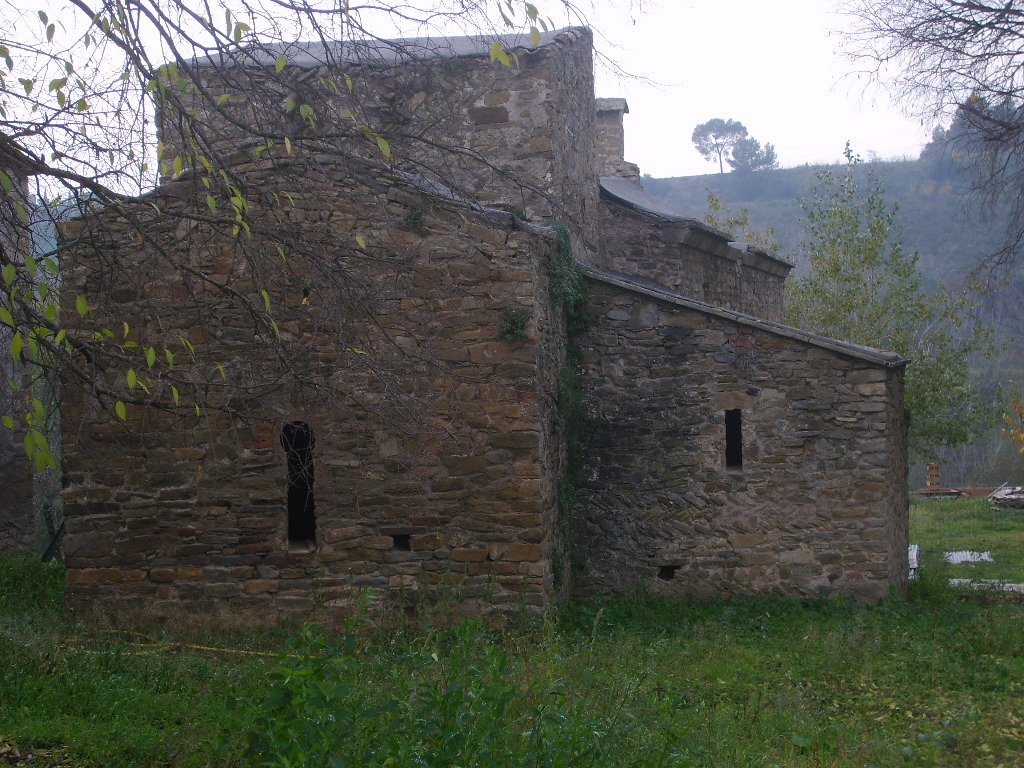
Santa Maria de Matadars

Algunes d'aquestes comunitats es van establir en petits monestirs ja existents, afegint la seva empremta mossàrab, per exemple a la petita església de Sant Joan de Boada. Uns altres grups van edificar amb nova planta, en terres concedides pels comtes. Així van anar sorgint nuclis mossàrabs a un costat i a l'altre dels Pirineus, dins de la Marca Hispànica, com el de Sant Miquel de Cuixà (al peu del vessant nord del massís del Canigó), que va obtenir privilegi de Carles el Calb el 871. Aquest edifici presenta un bon exemple de mossarabisme (anterior a les reformes romàniques) tot i estar situat en el punt de convergència i de pas dels corrents artístics que arribaven des del nord i des d'Itàlia.

## Característiques
L'art mossàrab presenta una tipologia de nau única, de dimensions molt reduïdes, planta trapezoïdal de l'absis i atrompetat cap a l'interior a totes les finestres. Hi ha dues esglésies de proporcions una mica més grans, de planta basilical amb tres naus i que van tenir cobertes de fusta: Sant Quirze de Pedret i Santa Maria de Marquet, dins dels límits del comtat de Barcelona. Els arcs i els absis i els arcs de la volta de canó són sempre de ferradura, molt sobrepassats, típics d'aquest art.

### Capitells
En alguns edificis romànics es conserven capitells mossàrabs que van ser reutilitzats en el seu moment. Tenen les característiques pròpies de les obres califals cordoveses dels temps d'Al-Hakam II, amb fulles llises gairebé sempre i caulicles creuats al mig o ratllats com fulles al biaix. En molt poques ocasions, els relleus són figuratius.
El grup més important d'aquest tipus de capitells califals es troba en el monestir de Santa Maria de Ripoll i pertanyien a una basílica de cinc naus consagrada el 977. A més de la influència cordovesa, va existir a Catalunya un altre influx arribat per mar o a través dels Pirineus.

## Monuments
- Església de Sant Cristòfol, al municipi de Vilassar de Mar, a 30 km de Barcelona.
- Església de Sant Julià de Boada, situada al poblet del mateix nom, a la comarca del Baix Empordà (Girona).
- Santa Maria de Matadars al municipi de Barcelona del Pont de Vilomara